# Niambia truncata
Niambia truncata là một loài chân đều trong họ Platyarthridae. Loài này được Brandt miêu tả khoa học năm 1833.